# Принчипина Тера (Гросето)
Принчипина Тера (итал. Principina Terra) је насеље у Италији у округу Гросето, региону Тоскана.
Према процени из 2011. у насељу је живело 380 становника. Насеље се налази на надморској висини од 6 м.